# Mitridates II del Bòsfor
Mitridates II del Bòsfor de vegades Claudi Mitridates II, (en llatí Tiberius Julius Mithridates Philogermanicus Philopatris, en grec antic Τιβέριος Ιούλιος Μιθριδάτης Φιλογερμανικος Φιλοπατρíς) va ser rei del Bòsfor Cimmeri. L'emperador Claudi el va posar en aquell lloc, per substituir Polemó II, rei del Pont i del Bòsfor, a qui Claudi va compensar amb altres territoris. Era suposat descendent del rei Mitridates VI Eupator i, per tant, possiblement membre de la Dinastia Mitridàtica però les relacions familiars no estan ben establertes. Era el fill gran d'Aspurge, també rei del Bòsfor, i de Gepepiris.
L'any 45 els romans el van expulsar del tron per causes desconegudes, probablement per trencar o voler trencar els tractats d'aliança. La corona va passar al seu germà Tiberi Juli Cotis I anomenat Cotis I del Bòsfor que era jove i inexpert. L'emperador Claudi havia retirat la guarnició del país, comandada per Aulus Didi Gal, i Mitridates, que havia fugit del regne, no va abandonar l'esperança de recuperar el tron. Va reunir un exèrcit irregular i així que va veure els romans marxar del Bòsfor, es va preparar per envair el seu antic regne. Una força romana comandada per Juli Àquila, i aliada amb Eunones, un cap local rei d'una tribu escita, el va forçar a rendir-se. Eunones el va entregar als romans, però amb la condició de que fos preservat amb vida.